# Сарајевско српско позориште
Сарајевско српско позориште је било позоришна кућа и једина институција чији циљ је требало да буде искључиво бављење позоришном умјетношћу на територији ратног Српског Сарајева. Позориште је формално постојало неколико дана, а основано је 21. новембра 1995. годиине, а све активности око даљег рада позоришта прекинуло је потписвање Општег оквирног споразума за мир у Босни и Херцеговини. Сарајевско српско позориште је било смјештено у Вогошћи, у просторијама бившег општинског Културног центра. Позоришна умјетност се у Српском Сарајеву одвијала у склопу културних центара, а окосница оснивања Сарајевског српског позоришта је представљало организоваwе првог Фестиивала монодраме Српске. Значај Фестивала монодраме у то вријеме био је несагледив у Републици Српској а његово одржавање мотивисало је готово све општине у Српском Сарајеву кад је култура у питању.

## Историјат
Општина Вогошћа, у сарадњи са Градом Српско Сарајево, иницирала је након одржавања првог Фестивала монодраме Српске у Хаџићима реконструкцију свог Културног центра у Сарајевско српско позориште. Сарајевско српско позориште у Вогошћи је отворено, па одмах затворено, ноћ након што су објављени резултати дејтонских преговора, 21. новембра на датум који је одабран као крсна слава позоришта Свети Арханђел Гаврило. За разлику од Фестивала монодраме ово позориште трајало је само један дан а изведена је само једна представа, „Семе” Народног позоришта Републике Српске које је помагало цијелу акцију и о свом трошку успјело да допутује и изведе прву српску представу у Вогошћи захваљујући, прије свих, несебичном залагању тадашње директорке позоришта Љиљане Лабовић. Нажалост, егзодус Монодраме Српске подстакао је и егзодус Сарајевског српског позоришта.
Један од главних иницијатора формирања и отварања Сарајевског српског позоришта био је и Срна фест, који је добио велику политичку подршку Скупштине града Српско Сарајево и материјалну помоћ Општине Вогошћа, која је у кратком периоду од шест мјесеци трпећи муслиманске офанзиве и нато бомбардовања бивши Дом културе претворила у позориште са свјетским стандардима и нормативима. Тадашња Влада Републике Српске, у низу приоритета који су је објективно притискали током егзодуса сарајевских Срба у фебруару 2006. године, није послала одговор гдје треба градити и организовати културни кутак за народ са ових простора, али се зато Град Српско Сарајево побринуо за смјештај евакуисаних библиотека са Илиџе и Новог Сарајева и Фестивал Монодрама Српске из Хаџића, и све је пресељено у Лукавицу, у некадашњи Војнички клуб, као будући нуклеус културног живота Српског Сарајева. У њему је Фестивал монодраме наставио да живи, а са њим паралелно и идеја о реконструкцији зграде Војничког клуба у Сарајевско српско позориште, прву професионалну и до краја опремљену институцију тог типа у Источном Новом Сарајеву. Ратна идеја из Хаџића, а потом Вогошће, ни након двије деценије није реализована у цјелости.

## Позоришна дјелатност
Сарајевско српско позорште организовало је током свог кратког формалног постојања играње само једне представе. Представа „Семе” Народног позоришта Републике Српске је изведена, а као посебан куриозитет ове представе је да је њеним извођењем 23. новембра 1995. отворена али истовремено и затворена нова позоришна сцена у Вогошћи, то јесте Сарајевско српско позориште. Било је то само два дана након потписивања мировног споразума и прекида рата 21. новембра у Дејтону.
Једанаести Фестивал Монодрама Српске обиљежио је напор новог селектора, да у организацији домаћина манифестације реализује и прву професионалну представу. Избор је пао на текст Милоша Радовића „Чорба од канаринца”, режија је повјерена Ненаду Гвозденовићу, док су улоге одиграли Снежана Марковић и Љубо Божовић. Сан о властитој позоришној продукцији и властитој професионалној представи, ношен још из ратних Хаџића и Вогошће коначно је остварен. Ако не у пуном, институционалном капацитету, онда у програмском свакако.
Након ове представе, као резултат домаће позоришне активности у Источном Сарајеву су изведени још монодрамама Недељка Зеленовића „Слушај овамо” у режији Луке Кецмана и „Све своје носим са собом”, у режији и извођењу Синише Максимовића.

## Изградња позоришта
Нуклеус културних дешавања у посљератном Српском Сарајеву, данас Источном Сарајеву постао је Војнички дом у Лукавици, гдје су смјештене новоформирана Матична библиотека, а касније и новоосновани Културни центар. Један дио овог реконструисаног и надограђеног здања резервисан је и за потребе Сарајевског српског позоришта. У 2004. години коначно су отпочели и у кратком времену финализовани грађевински радови у вези са реконструкцијом зграде Војничког дома, изграђена је камерна сцена и побољшани услови за развој позоришне дјелатности. Обнова ове зграде давно је почела. Зграда је само покривена и отворена је камерна сцена, док Велика сцена и обнова Сарајевског српског позоришта су остале посљедње карике у изградњи културних институција у Источном Новом Сарајеву. Током 2018. године, Влада Републике Српске, заједно са Градом Источно Сарајево и Општином Источно Ново Сарајеву, а уз помоћ Предсједника Републике Србије, обезбиједила је неопходна новчана средства за завршетак зграде позоришта.